# Joachim Albrecht Eggeling

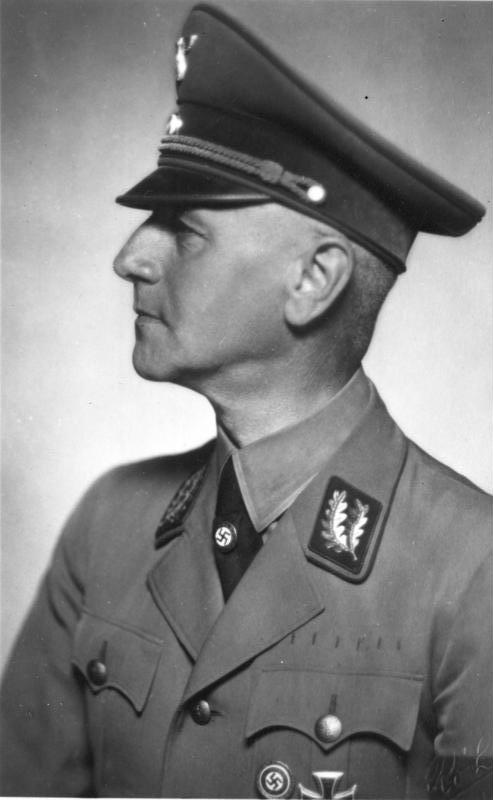
Joachim Albrecht Eggeling (1936)

Joachim Albrecht Leo Eggeling (* 30. November 1884 in Blankenburg (Harz); † 15. April 1945 in Halle (Saale)) war NSDAP-Gauleiter von Halle-Merseburg und der einzige Oberpräsident der  preußischen Provinz Halle-Merseburg.

## Leben
Der Sohn eines Landwirts besuchte bis 1898 die Bürgerschule und das Gymnasium in Blankenburg und war von 1898 bis 1904 an der Kadettenanstalt Schloss Oranienstein und der  Preußischen Hauptkadettenanstalt in Groß-Lichterfelde. Im März 1904 trat er als Infanterie-Leutnant in die Preußische Armee. Er kehrte im November 1918 als hochdekorierter Hauptmann aus dem Ersten Weltkrieg zurück und wurde im Oktober 1919 aus dem  Heer entlassen.
Eggeling begann eine Lehre als Landwirt und Inspektor und absolvierte dazu ein Studium an der Landwirtschaftlichen Hochschule in Halle (Saale). Im November 1922 übernahm er die Domäne Frose in Anhalt.
Zum 29. Juli 1925 trat er der NSDAP bei (Mitgliedsnummer 11.579) und wurde ein Jahr später Berater des Gauleiters in allen Fragen der Landwirtschaft. Innerhalb des 1933 gegründeten Reichsnährstandes war er Landesbauernführer der Landesbauernschaft Sachsen-Anhalt (zuständig für die Provinz Sachsen und den  Freistaat Anhalt). Im November 1933 zog er für den Wahlkreis 10 (Magdeburg) in den  Reichstag ein.
Nach dem Tod des Gauleiters im Gau Magdeburg-Anhalt, Wilhelm Friedrich Loeper, am 23. Oktober 1935 wurde Eggeling als stellvertretender Gauleiter ab November 1935 mit der Führung der Gaugeschäfte betraut und deshalb im Februar 1936 als Landesbauernführer beurlaubt. Am 9. Juni 1936 trat er in die SS (SS-Nummer 186.515) ein und erhielt den Rang eines SS-Brigadeführers. Gemäß der Stellvertreter-Regelung, nach der ein stellvertretender Gauleiter nicht im selben Gau zum Gauleiter ernannt werden durfte, ernannte Adolf Hitler Eggeling  am 20. April 1937 zum Gauleiter von Halle-Merseburg als Nachfolger von Rudolf Jordan, der nach Dessau (Gauhauptstadt) wechselte. Mit der Ernennung zum Gauleiter wurde Eggeling auch Preußischer Staatsrat und außerdem am 20. April 1937 zum SS-Gruppenführer befördert.
Ab 1939 war er der Beauftragte des Reichsverteidigungskommissars (RVK) für den Wehrkreis IV (Halle-Merseburg); ab 1942 – nach der Neuordnung der Reichsverteidigungsbezirke – fungierte er selber als RVK. Am 21. Juni 1943 wurde Eggeling zum SS-Obergruppenführer befördert und am 18. August 1944 zum Oberpräsidenten von Halle-Merseburg ernannt. Im selben Jahr erhielt er von Hitler eine Dotation in Höhe von 100.000 Reichsmark. Im Rahmen der Feiern zu Nietzsches 100. Geburtstag im Oktober 1944 legte er in Hitlers Auftrag einen Kranz an Nietzsches Grab in Röcken bei Lützen nieder.
Am 13. April 1945 fuhr er in voller Parteiuniform ins brennende Berlin, um mit Hitler zu reden. Zurück in Halle versuchte Eggeling, Kampfkommandant Generalleutnant Anton Rathke zur Kapitulation zu bewegen. Er erschoss sich am 15. April 1945 in der Moritzburg von Halle.

## Ehrungen
- 1937: Ehrenbürger der Stadt Dessau[4]

## Film
- Lebensläufe. Rudolf Jordan und Albrecht Eggeling – Die Gauleiter der NSDAP in Sachsen-Anhalt. Dokumentation, Deutschland, 2007, 45 Min., Buch und Regie: Ernst-Michael Brandt, Produktion: MDR, Erstausstrahlung: 11. November 2007, Inhaltsangabe (Memento vom 2. Januar 2004 im Internet Archive) vom MDR